# Bucos
Bucos ist eine Gemeinde im Norden Portugals.
Bucos gehört zum Kreis Cabeceiras de Basto im Distrikt Braga, besitzt eine Fläche von 17,8 km² und hat 469 Einwohner (Stand 19. April 2021).